# Трикери
Трикери (на гръцки: Τρίκερι) е малък гръцки остров в Пагасетийския залив (Волоския залив) на Бяло море. Със същото име в Гърция днес има още град, отстоящ на континенталната част срещу остров Трикери. Част са от областна единица Магнезия.

## История

### Античност
В античността островът е познат като Кикинетос (на гръцки: Κικύνηθος). Това име е носил и град наблизо.

### В наши дни
През юни 1913 година, след избухването на Междусъюзническата война гръцките военни власти арестуват хиляди невинни българи от Солунско и други райони на Егейска Македония, които заедно с пленените български войници са натоварени на кораби с цел да бъдат интернирани на остров Трикери. По пътя обаче много от тях са хвърлени в Бяло море. Така загиват солунският български архимандрит Евлогий и секретарят му Христо Батанджиев – един от шестимата основали ВМОРО.
Безлюдният остров е превърнат в първия в Европа концентрационен лагер. Нещастните българи са принудени да издържат на нечовешки условия за живот, като има остър недостатък на питейна вода и храна. На острова няма нито един извор, а чувалите с хляб, доставяни понякога с кораб са били хвърляни в морето. При пристигането на Карнегиевата анкета в Солун гръцките власти обявяват холерна епидемия на острова, което не позволява анкетиращите да проверят условията там. На 9 октомври 1913 г. параходът „Варна“ натоварва на борда си 1800 български войници и 11 офицери и потегля към Варна. Остава неизяснен точният брой на загиналите на път за острова и на самия него, според очевидци за по-малко от 3 месеца тук са унищожени хиляди българи. По противоречивите гръцки данни загиват около 7000 души, други по-стари мнения свързват това число с броя на депортираните – македонски българи и пленени войници, но се предполага, че броят на задържаните там е поне двойно по-голям. През 1914 година чешкият журналист и писател Владимир Сис посещава острова и документира гръцките изстъпления срещу хвърлените там българи.

## Памет
В 1917 г. Константин Мутафов създава пиесата „Пленникът от Трикери“, екранизирана в едноименния филм (1929) и в телевизионна постановка (1993). Филмът „Концлагерът Трикери“ (2013) е по идея на праправнука на Гоно Трайчев Георги Дракалиев. Съдбата на Никола Кръстев провокира създаването на документалния филм на Диана Захариева „Три свещи: Белези от Балканските войни“.
- Списък на заточените в 1913 г. на остров Трикери гумендженци, изработен от Христо Шалдев

## Личности
Починали в Трикери
- Васил Мончев (1847 – 1913), български търговец от град Прилеп, Македония;
- Георги Петров, български учител, вероятно от Бугариево.[13]
- Георги Попхристов (1879 – 1913), български революционер от ВМОРО
- Гоно Трайчев (1857 - 1913), български свещеник от Енидже Вардар
- Дионис Дала (1862 – 1913), български революционер
- Мише (Мите) Чобанов (1869 – 1913), български революционер от ВМОРО[14]
- Насто Далкалъчев (1887 - 1913), български духовник и просветен деец
- Неделко Попстефов (? - 1913), български духовник и революционер
- Никола Илиев Кръстев, от допълващите дружини на 14-ти пехотен македонски полк[12]
- Никола Матев (? – 1913), български военен деец, подпоручик[15]
- Спас Маринков (? – 1913), български военен деец, подпоручик[16]
- Христо Литовойчето (1867 – 1913), български революционер от Енидже Вардар[14]